# Діляри
Діляри (Dilaridae) — родина сітчастокрилих комах. Містить близько 100 видів у 6 родах.

## Опис
На відміну від більшості сітчастокрилих, самці Dilaridae мають гребінчасті антени, а самки - яйцеклад, який використовується для відкладання яєць в тріщини деревини. Відомо, що личинки деяких видів живуть в ґрунті, проте в цілому біологія родини погано вивчена.

## Роди
- Підродина Berothellinae
  - Berothella
- Підродина Dilarinae
  - † Cascadilar
  - † Cretodilar
  - Dilar
- Підродина Nallachiinae
  - Nallachius
  - Neonallachius